# National Rugby League 2022
La National Rugby League de 2022 fue la 115.ª edición del torneo de rugby league más importante de Australia y Nueva Zelanda.

## Formato
Los clubes se enfrentaran en una fase regular de todos contra todos en condición de local y visitante, los ocho equipos mejor ubicados al terminar esta fase clasificaran a la postemporada.
Se otorgan 2 puntos por el triunfo, 1 por el empate y 0 por la derrota.

### Postemporada

#### Finales de eliminación (fase 1)
- 5° vs 8° puesto - ganador avanza a las semifinales
- 6° vs 7° puesto - ganador avanza a las semifinales

#### Finales de clasificación (fase 2)
- 1° vs 4° puesto - ganador avanza a las final preliminar, perdedor avanza a semifinales
- 2° vs 3° puesto - ganador avanza a las final preliminar, perdedor avanza a semifinales

#### Semifinales (fase 3)
- Perdedor fase 2 vs ganador fase 1 - ganador avanza a la final preliminar
- Perdedor fase 2 vs ganador fase 1 - ganador avanza a la final preliminar

#### Final preliminar (fase 4)
- Ganador fase 2 vs ganador fase 3 - ganador avanza a la gran final
- Ganador fase 2 vs ganador fase 3 - ganador avanza a la gran final

#### Final
- Ganadores fase 4

## Desarrollo

### Tabla de posiciones
| Pos. | Equipo                        | Encuentros | Encuentros | Encuentros | Encuentros | Tantos | Tantos | Tantos | Puntos |
| Pos. | Equipo                        | PJ         | PG         | PE         | PP         | F      | C      | Dif    | Puntos |
| ---- | ----------------------------- | ---------- | ---------- | ---------- | ---------- | ------ | ------ | ------ | ------ |
| 1    | Penrith Panthers              | 24         | 20         | 0          | 4          | 636    | 330    | +306   | 42     |
| 2    | Cronulla-Sutherland Sharks    | 24         | 18         | 0          | 6          | 573    | 364    | +209   | 38     |
| 3    | North Queensland Cowboys      | 24         | 17         | 0          | 7          | 633    | 361    | +272   | 36     |
| 4    | Parramatta Eels               | 24         | 16         | 0          | 8          | 608    | 489    | +119   | 34     |
| 5    | Melbourne Storm               | 24         | 15         | 0          | 9          | 657    | 410    | +247   | 32     |
| 6    | Sydney Roosters               | 24         | 15         | 0          | 9          | 635    | 434    | +201   | 32     |
| 7    | South Sydney Rabbitohs        | 24         | 14         | 0          | 10         | 604    | 474    | +130   | 30     |
| 8    | Canberra Raiders              | 24         | 14         | 0          | 10         | 524    | 461    | +63    | 30     |
| 9    | Brisbane Broncos              | 24         | 13         | 0          | 11         | 514    | 550    | −36    | 28     |
| 10   | St. George Illawarra Dragons  | 24         | 12         | 0          | 12         | 469    | 569    | −100   | 26     |
| 11   | Manly-Warringah Sea Eagles    | 24         | 9          | 0          | 15         | 490    | 595    | −105   | 20     |
| 12   | Gold Coast Titans             | 24         | 7          | 0          | 17         | 383    | 575    | −192   | 16     |
| 13   | Canterbury-Bankstown Bulldogs | 24         | 6          | 0          | 18         | 455    | 650    | −205   | 14     |
| 14   | Newcastle Knights             | 24         | 6          | 0          | 18         | 372    | 662    | −290   | 14     |
| 15   | New Zealand Warriors          | 24         | 6          | 0          | 18         | 408    | 700    | −292   | 14     |
| 16   | Wests Tigers                  | 24         | 4          | 0          | 20         | 352    | 679    | −327   | 10     |

|  | En zona de clasificación a postemporada. |

### Fase final

#### Finales de clasificación
| 9 de septiembre | Penrith Panthers | 27 - 8 | Parramatta Eels |  |  |

| 10 de septiembre | Cronulla-Sutherland Sharks | 30 - 32 | North Queensland Cowboys |  |  |

#### Finales de eliminación
| 10 de septiembre | Melbourne Storm | 20 - 28 | Canberra Raiders |  |  |

| 11 de septiembre | Sydney Roosters | 14 - 30 | South Sydney Rabbitohs |  |  |

#### Semifinales
| 16 de septiembre | Parramatta Eels | 40 - 4 | Canberra Raiders |  |  |

| 17 de septiembre | Cronulla-Sutherland Sharks | 12 - 38 | South Sydney Rabbitohs |  |  |

#### Finales preliminares
| 23 de septiembre | North Queensland Cowboys | 20 - 24 | Parramatta Eels |  |  |

| 24 de septiembre | Penrith Panthers | 32 - 12 | South Sydney Rabbitohs |  |  |

#### Gran final
| 2 de octubre | Penrith Panthers | 28 - 12 | Parramatta Eels | Stadium Australia, Sídney |  |

| Bandera de Australia     |
| Campeón Penrith Panthers |
| Cuarto título            |